# Erbray
Erbray is een gemeente in het Franse departement Loire-Atlantique (regio Pays de la Loire) en. De plaats maakt deel uit van het arrondissement Châteaubriant-Ancenis. Erbray telde op 1 januari 2022 3.062 inwoners.

## Geografie
De oppervlakte van Erbray bedroeg op 1 januari 2022 58,18 vierkante kilometer; de bevolkingsdichtheid was toen 52,6 inwoners per km².

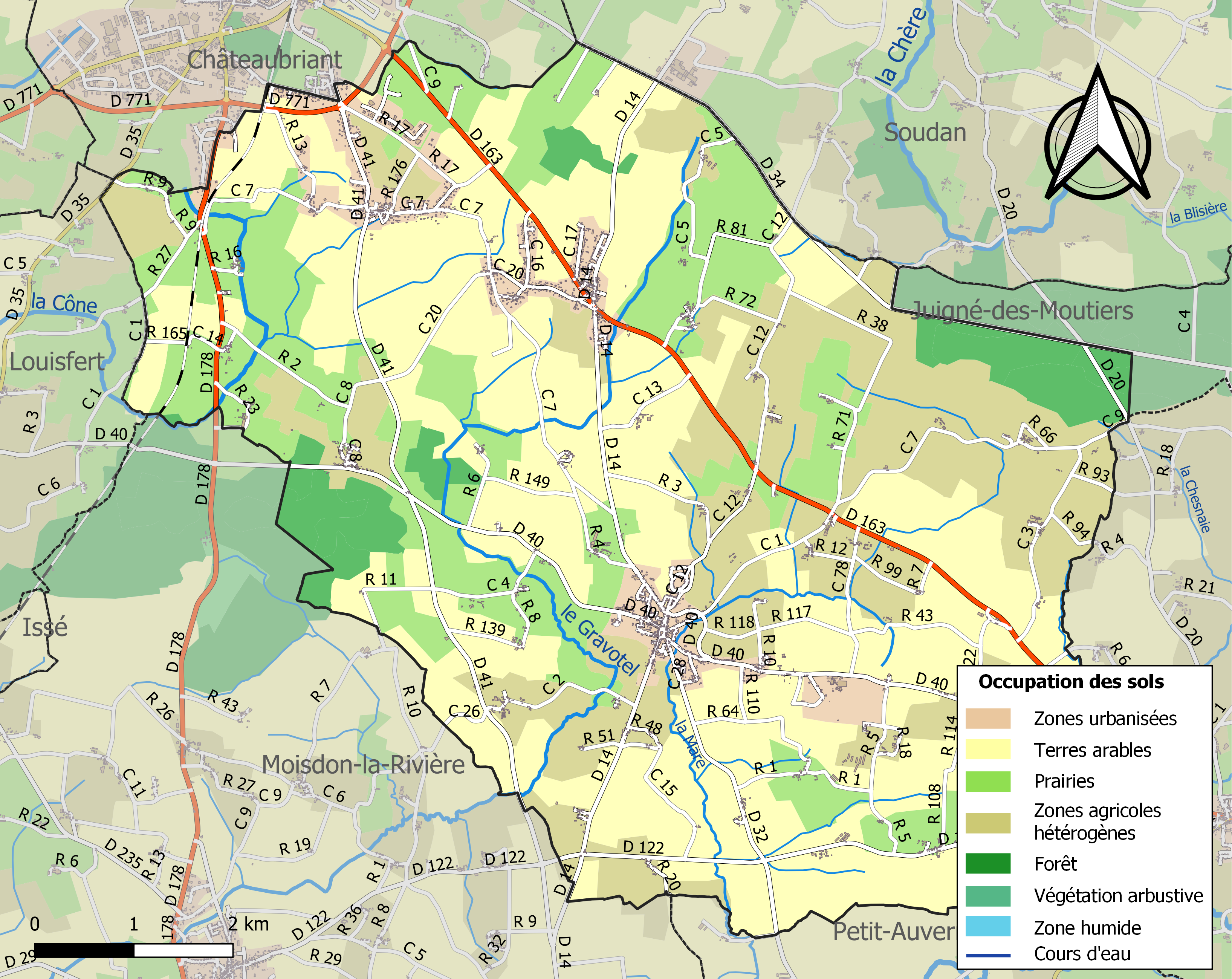
Kaart van de gemeente met de belangrijkste infrastructuur, bodemgebruik en omliggende gemeenten

## Demografie
Onderstaande figuur toont het verloop van het inwonertal (bron: INSEE-tellingen).